# Pantoporia sinuata
Pantoporia sinuata är en fjärilsart som beskrevs av Moore 1879. Pantoporia sinuata ingår i släktet Pantoporia och familjen praktfjärilar. Inga underarter finns listade i Catalogue of Life.